# ギャック
ギャック (Gak) とは、ニコロデオンが発売しているスライムに類似した玩具。
日本では、マテルジャパン (1994年から1996年まで) 、のちにツクダオリジナル (倒産企業、現メガハウス) が販売しており、色の種類は10色ある。
現在、インターネット上では、ツクダオリジナルのスライムのCMで最後に「ギャックもね!」と言う高い声のナレーションが印象的なため、ニコニコ動画ではバッキュマンやバトルドームなどと同じように音MADのネタにされたりする。